# Camera dei rappresentanti del New Hampshire
La Camera dei rappresentanti del New Hampshire è, insieme al Senato, una delle due camere che compongono la Corte generale del New Hampshire. Essa si riunisce nel Campidoglio dello Stato del New Hampshire.
La Camera, la quarta più grande del mondo anglofono (dopo la Camera dei comuni britannica, di 650 membri, la Lok Sabha indiana, di 543 membri e la Camera dei rappresentanti degli Stati Uniti, di 435 membri) e la più grande di ogni Legislatura sub-federale negli Stati Uniti, è composta da 400 rappresentanti, eletti ogni due anni. In virtù di tale numero elevato di rappresentanti, determinato dal desiderio di fornire rappresentanza con circoscrizioni elettorali corrispondenti ad ogni contea dello Stato, ha anche determinato il minor rapporto medio elettori/rappresentanti negli Stati Uniti: difatti, ogni rappresentante del New Hampshire rappresenta in media solo 3.300 elettori.
Essa è altresì una delle poche assemblee statunitensi ad adottare il “sistema maggioritario plurinominale a blocchi” per i distretti più popolosi ed il sistema maggioritario secco per i meno popolosi, nonché dei “distretti fluttuanti” per correggere le storture in termini di proporzionalità determinate dal sistema elettorale.

## Sede
La sala dove la Camera fisicamente si riunisce - la Representatives Hall - è la stessa dal 1819, il che ne fa anche la sala di una legislatura statunitense da più tempo in continua funzione.